# Bruno Mussolini
Bruno Mussolini (Milão, 22 de abril de 1918 - Pisa, 7 de agosto de 1941) foi o segundo filho do ditador italiano Benito Mussolini e de sua esposa Rachele Mussolini.

## Biografia
Bruno Mussolini nasceu em Milão, na Lombardia. Seu pai, Benito Mussolini, era o editor do jornal "O Povo da Itália" (Il Popolo d'Italia) antes do seu nascimento e, em 22 de abril, precisou ser afastado por um dia de Gênova. Mussolini mencionou para sua esposa que ele não queria que ela desse à luz antes do seu retorno. Em suas palavras: "Eu não quero ser o último a saber de novo como eu fui com Vittorio". Naquela noite, o gerente do jornal saudou Mussolini na estação com um largo sorriso e as palavras: "É um menino" 

### Infância
Em 1919, Bruno Mussolini contraiu difteria e seus pais temiam que nunca fosse se recuperar. Logo depois que os médicos pronunciaram-lo fora de perigo, ele sofreu de uma enfermidade brônquica. Por esta altura, o peso de Bruno com um ano de idade, caiu para cerca de quinze quilos.
Quando jovem estudante de 9 anos de idade, Bruno habilmente, se não for corretamente, respondeu à pergunta de um professor a respeito de gramática. Um examinador relatou ter dito: "Agora Bruno, diga-me em que uma pessoa não pode ordenar." Na sequência, Bruno com muito tato respondeu: "Há duas pessoas que não podem ordenar, o Rei e meu pai".
Aos 12 anos, Bruno assumiu depois de seu pai e abordou jornalismo. Ele e seu irmão mais velho, Vittorio publicaram um semanário chamado La Penna del Ragazzi.
Bruno, de maneira como o filho de um ditador, começou a gostar de boxe, mulheres rápidas, e de carros mais rápidos. Em 1935, aos 17 anos, Bruno tornou-se o mais jovem piloto da Itália.

### Casamento
Em 7 de novembro de 1938, Bruno se casou com Gina Ruberti , em Roma.  Sua esposa era a filha do chefe do Ministério da Secretaria da Educação de Arte Contemporânea. Em 18 de março de 1940 em Roma, Bruno e sua esposa tiveram sua primeira criança, uma filha, chamada Mariana.

### Piloto
Em 1935, Bruno Mussolini entrou para a Força Aérea Real Italiana (Regia Aeronautica Italiana) e tornou-se um piloto. Voou pela Regia Aeronautica durante a Segunda Guerra Ítalo-Etíope. Em setembro, antes de o Reino da Itália invadir o Império Etíope, o Sargento Bruno Mussolini, 17, o Segundo Tenente Vittorio Mussolini, 18, e o Capitão Conde Galeazzo Ciano, 32, partiram de Nápoles para a África, a bordo do MS Saturnia. Depois da Etiópia, Bruno também participou da Guerra Civil Espanhola e da Segunda Guerra Mundial. Ao contrário de seu irmão Vittorio, Bruno era considerado um piloto sério. Além de participar em vários conflitos, se envolveu em quebra de recordes de velocidade em um voo para o Brasil em 1938. Em agosto de 1941, ele foi morto pilotando um novo protótipo da Piaggio P.108, um bombardeiro tetra-motor italiano

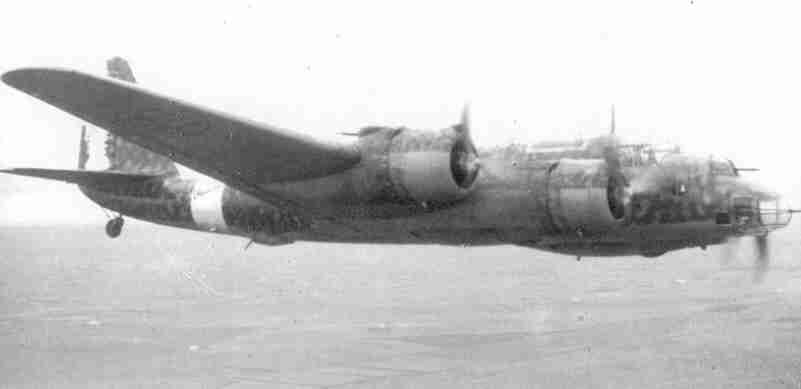
Piaggio P.108

### Morte
Em 7 de agosto de 1941, aos 23 anos de idade, Bruno Mussolini estava voando em um dos protótipos de um bombardeiro "secreto", próximo ao Aeroporto de San Giusto, em Pisa. A aeronave ficou muito baixa e bateu em uma casa. A seção da cabina do piloto foi separada do restante da aeronave e Bruno Mussolini morreu por seus ferimentos. A máquina não pegou fogo, mas foi, no entanto, totalmente destruída no impacto. Cinco membros da tripulação ficaram feridos e três foram mortos. Bruno foi um dos três mortos. Benito Mussolini correu para o Hospital Santa Chiara para estar ao lado de seu filho morto.
O sacrifício de Bruno à nação levou seu pai a escrever um livreto intitulado "Eu falo com Bruno" (Parlo con Bruno). O livreto implicava a intimidade eterna entre os dois e mescla a devoção fascista, católica, e familiar. No entanto, a verdade é que Benito Mussolini mal conhecia Bruno.